# Beer Money, Inc.
Beer Money, Inc. é uma tag team de wrestling profissional formada por James Storm e Robert Roode. Trabalha atualmente na Total Nonstop Action Wrestling. Em 2010, aliou-se ao Fortune, stable liderada por Ric Flair.

## Carreira
- Total Nonstop Action Wrestling (2008-presente)

Cronologia das conquistas
Primeiro reinado como TNA World Tag Team Champions (Hard Justice (2008)).
Segundo reinado como TNA World Tag Team Champions (Genesis (2009))
Terceiro reinado como TNA World Tag Team Champions (Slammiversary (2009))
Quarto reinado como TNA World Tag Team Champions (Genesis (2011))

## No wrestling
- Finishing moves

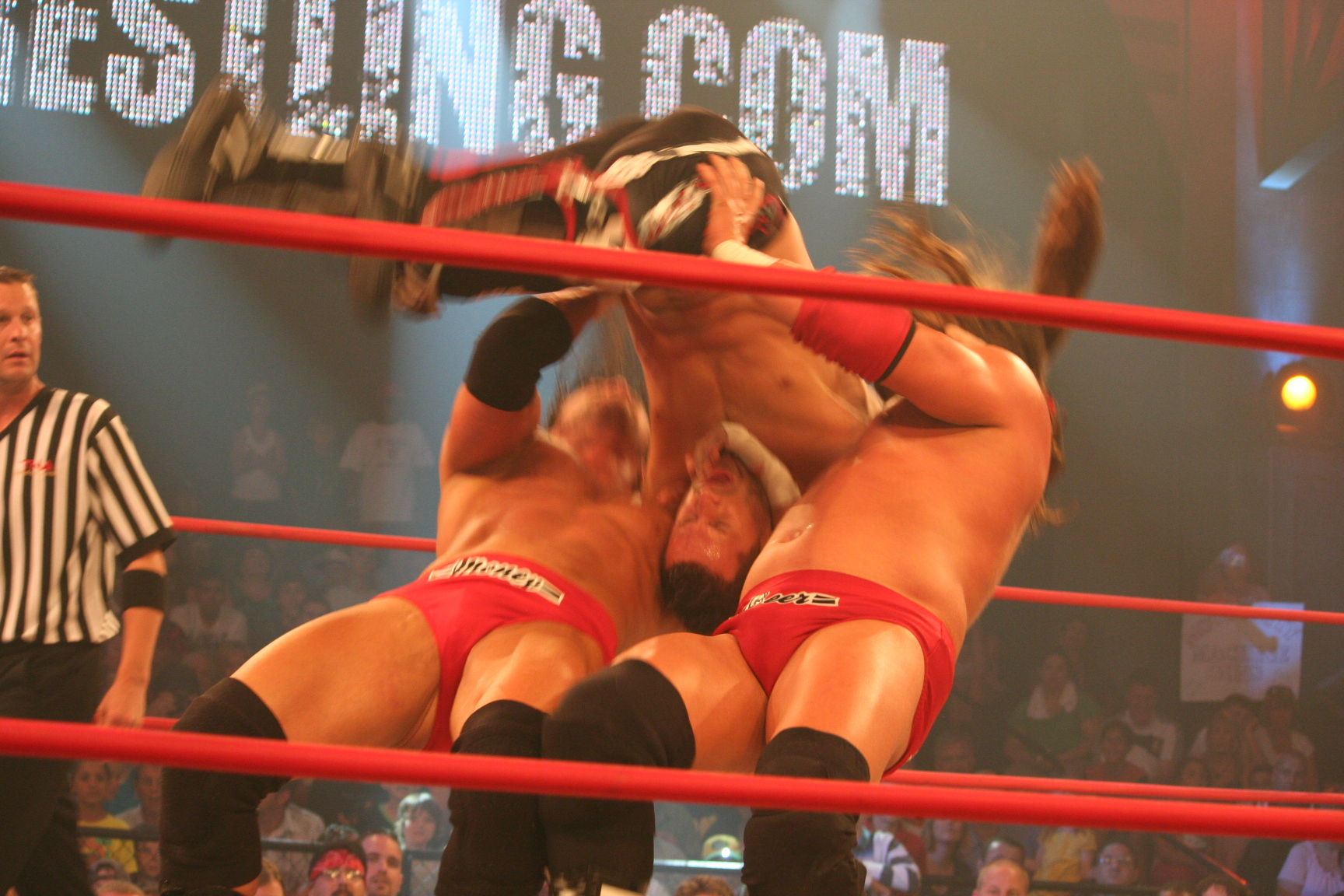
Beer Money, Inc. aplica um double suplex em Alex Shelley

  - DWI – Drinking While Investing[3] (Simultâneo powerbomb (Storm) / neckbreaker (Roode) combinação)
- Signature moves
  - Assisted swinging side slam[4]
  - Catapult por Roode seguido de um DDT por Storm
  - Clothesline (Roode) / double knee backbreaker (Storm) combinação
  - Double suplex[5]
  - Scoop slam por Roode seguido de um elbow drops por Roode e Storm[5]
  - Simultâneo Samoan drop (Storm) / diving neckbreaker (Roode) combinação[6]
  - Spinning spinebuster (Roode) / Double knee backbreaker (Storm) combinação[5]
  - Wheelbarrow facebuster (Roode) / [double knee facebreaker (Storm) combinação[7]
- Storm's finishing moves
  - Eight Second Ride[8] (Spinning bulldog)
  - Eye of the Storm[8] (Spinning crucifix toss)
  - Last Call[9] (Superkick)
- Roodes's finishing moves
  - Northern Lariat[10] (Running lariat)
  - Pay Off[11] (Bridging cradle suplex)
- Managers
  - Jacqueline[2]
  - Ric Flair[2]
- Música de entrada
  - "No More Fears" por Dale Oliver
  - "Take a Fall (Instrumental)" by Dale Oliver
  - "Take a Fall" por Dale Oliver e Serg Salinas[12]

## Campeonatos e prêmios
- Pro Wrestling Illustrated
  - Tag Team of the Year (2008)[13]
- Total Nonstop Action Wrestling

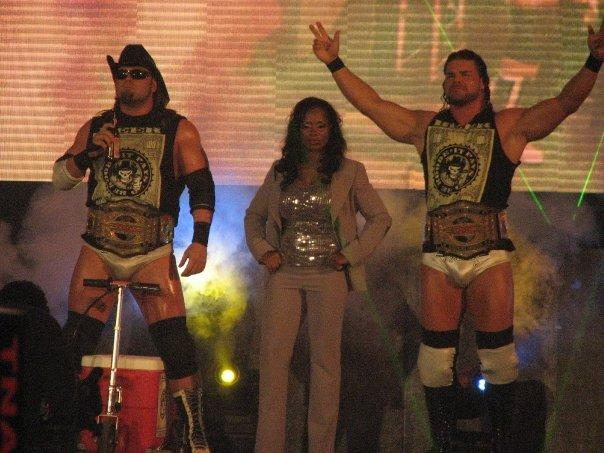
Beer Money, Inc. no Final Resolution

  - TNA World Tag Team Championship (4 vezes)[2]
  - Team 3D Invitational Tag Team Tournament (2009)[2]
  - TNA Tag Team Championship Series (2010)[2]